# Microsoft Popfly
Microsoft Popfly (кодовое имя Springfield) — веб-сайт, позволяющий пользователям создавать Веб-страницы, программные заготовки и мэшапы при помощи расширенных Интернет-приложений на основе технологии Microsoft Silverlight и сопутствующего набора инструментов, доступного онлайн. Его поддержка была прекращена 24 августа 2009 года.

## Инструментарий
Popfly состоял из четырёх инструментов на основе технологии Silverlight, описанных ниже.

### Game Creator (Создатель Игр)
Game Creator был инструментом, позволявшим создавать вам собственные игры или расширение уже имеющихся (встроенных) игр. Их можно было экспортировать в Facebook или использовать как Windows Live Gadget.

### Mashup Creator (Создатель Мэшапов)
Mashup Creator был инструментом, позволявшим пользователям строить из встроенных заготовок мэшапы, благодаря чему можно было объединять различные веб-сервисы и инструменты виртуализации. Например, пользователь мог объединить вместе фото и фрагменты карты, чтобы получить в итоге географическую карту из фотографий. Дополнительные возможности блоков позволяли пользователям модифицировать код блоков на языке JavaScript, а заодно и давало пользователю гибкость в разработке программ. Кроме того, в мэшапы можно было добавлять дополнительный HTML-код. Для облегчения этого процесса была доступна технология, схожая с IntelliSense, но с автодополнением HTML-кода.
Mashup Creator также поддерживал функцию предпросмотра, причем при изменении пользователем блоков результат также менялся в реальном времени. Были доступны и различные руководства, а при попытке пользователя объединить блоки с несовместимыми данными ему (пользователю) выдавались предупреждающие сообщения об этом.

### Web Creator (Создатель Веб-страниц)
Web Creator был инструментом для создания веб-страниц. Пользовательский интерфейс был похож на ленту интерфейса пользователя для Office 2007. Веб-страницы создавались без HTML-кодинга, а настройка осуществлялась за счет выбора предопределенных схем, стилей и цветовых палитр. Пользователи могли встраивать их доступные мэшапы в веб-страницы. Законченные веб-страницы можно было сохранить в личном пространстве каждого пользователя Popfly.

### Popfly Space (Пространство Popfly)
Законченные мэшапы и веб-страницы сохранялись в Popfly Space (каждому пользователю отводилось по 100Мб), где пользователи также получали в своё распоряжение возможность настройки профиля и другие особенности социальных сетей. Публичные проекты можно было выкладывать на всеобщее обозрение, оценивать их, и даже «делиться» ими с другими пользователями.
Другой особенностью Popfly Space был плагин Popfly Explorer для Visual Studio Express. Пользователи могли использовать Visual Studio Express (требовалось Visual Studio 2005 Express Editions или выше) для скачивания мэшапов и модификации их кода, так же как и выполнять другие действия, как например, заливки на сайт, предоставления общего доступа, деление и выставление оценок мэшапам.

### Закрытие
16 июля 2009 года команда Popfly объявила о том, что сервисы Popfly будут свернуты к 24 августу 2009 года. Все сайты, ссылки и ресурсы также будут закрыты.
Была предпринята неудачная попытка одним из старых участников Popfly создать альтернативный сайт на его основе, но в настоящее время он также не функционирует.

## Дополнительные источники
- Popfly website
- Plug-in page
- Review of Popfly (PC Magazine)
- Eric Griffin. Foundations of Popfly: Rapid Mashup Development. — Apress, 2008. — 194 p. — (Books for professionals by professionals. Expert's voice in Web development). — ISBN 1430205687, 9781430205685.